# 轉向架

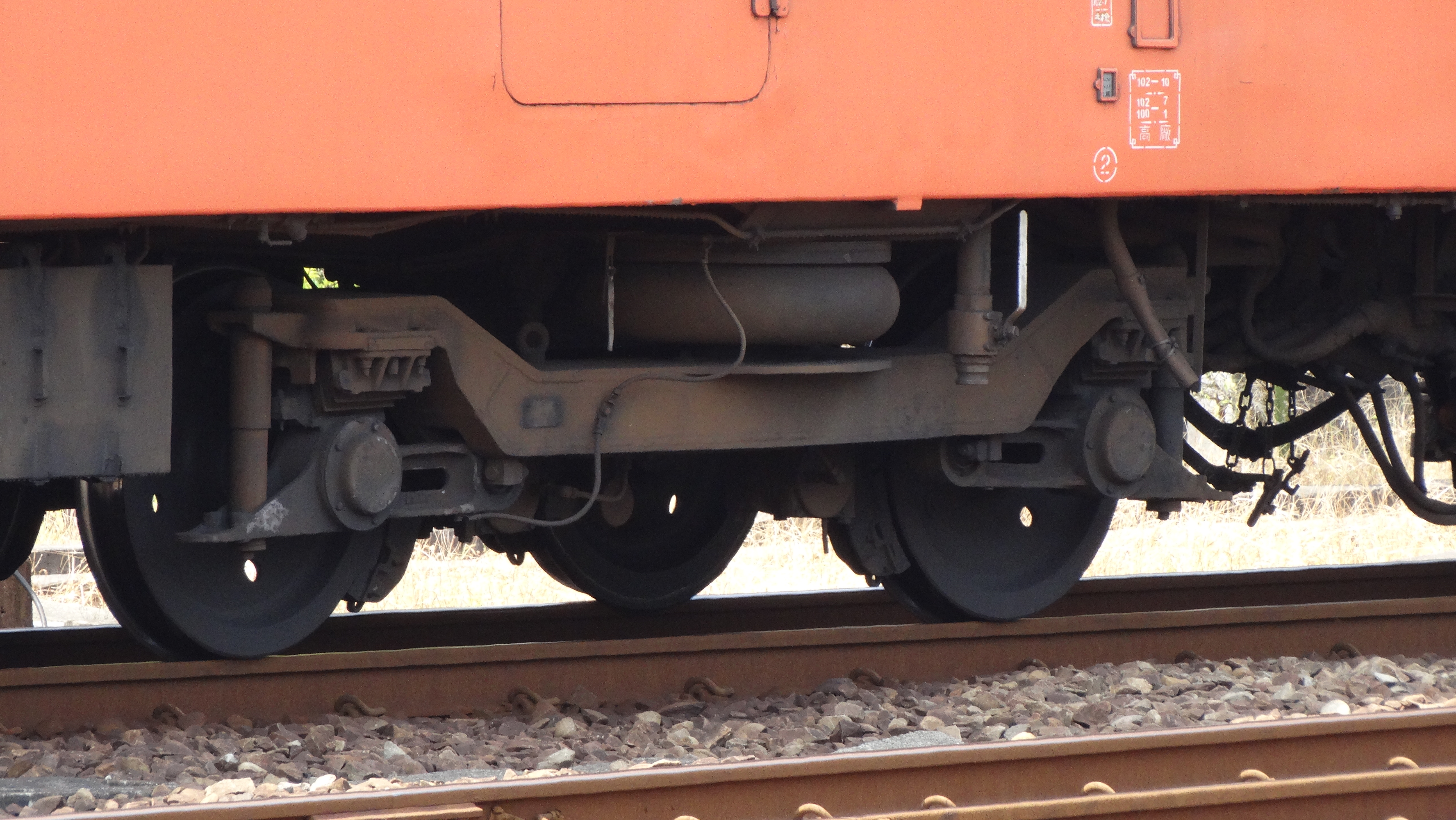
轉向架

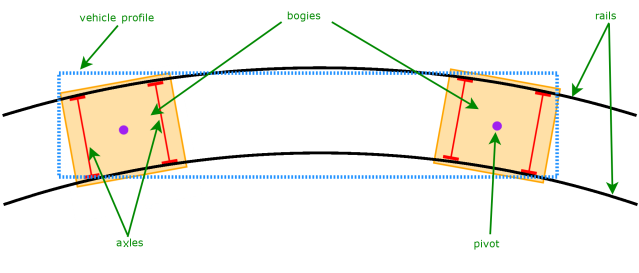
轉向架引導車輛運行作動圖

轉向架（英語：bogie，在美國稱為：truck），又稱台車，鐵道車輛上最重要的部件之一:30，由於位於車輛底部，因此一般很難可以看清全貌:56，主要功能為承載車體自重和載重，以及引導車輛沿鐵路軌道運行，確保車輛在直線上和曲線上順利行駛:19，並具有減緩來自車輛運行時帶來振动和衝擊的作用:144，因此轉向架的設計也直接決定了車輛的穩定性和車輛乘坐的舒適性:70。

## 概要
轉向架是由車軸、軸承:148、轉向架框、懸吊系統、驅動裝置:70、制軔裝置、傳動單元等裝置組成:148，按照支撐方式分成了三種類型，有兩軸車、平台車及連接車:134，早期大多車輛採用兩軸車，但是兩軸車的舒適性不高以及受限軸距因素，每輛車長度較短:72，因此現今大多採用可加車體延長的平台車。而連接車可以減少轉向架的數量與列車重量，但受限軸距因素，每輛車長度無法太長，因此車輛長度較短:70，因此部分輕量化的列車有採用。
轉向架對於車體以及軌道間具有密切的相互影響，轉向架不只是支撐車體的工具:19，還肩負了列車行進運轉、乘坐舒適度以及行車安全。

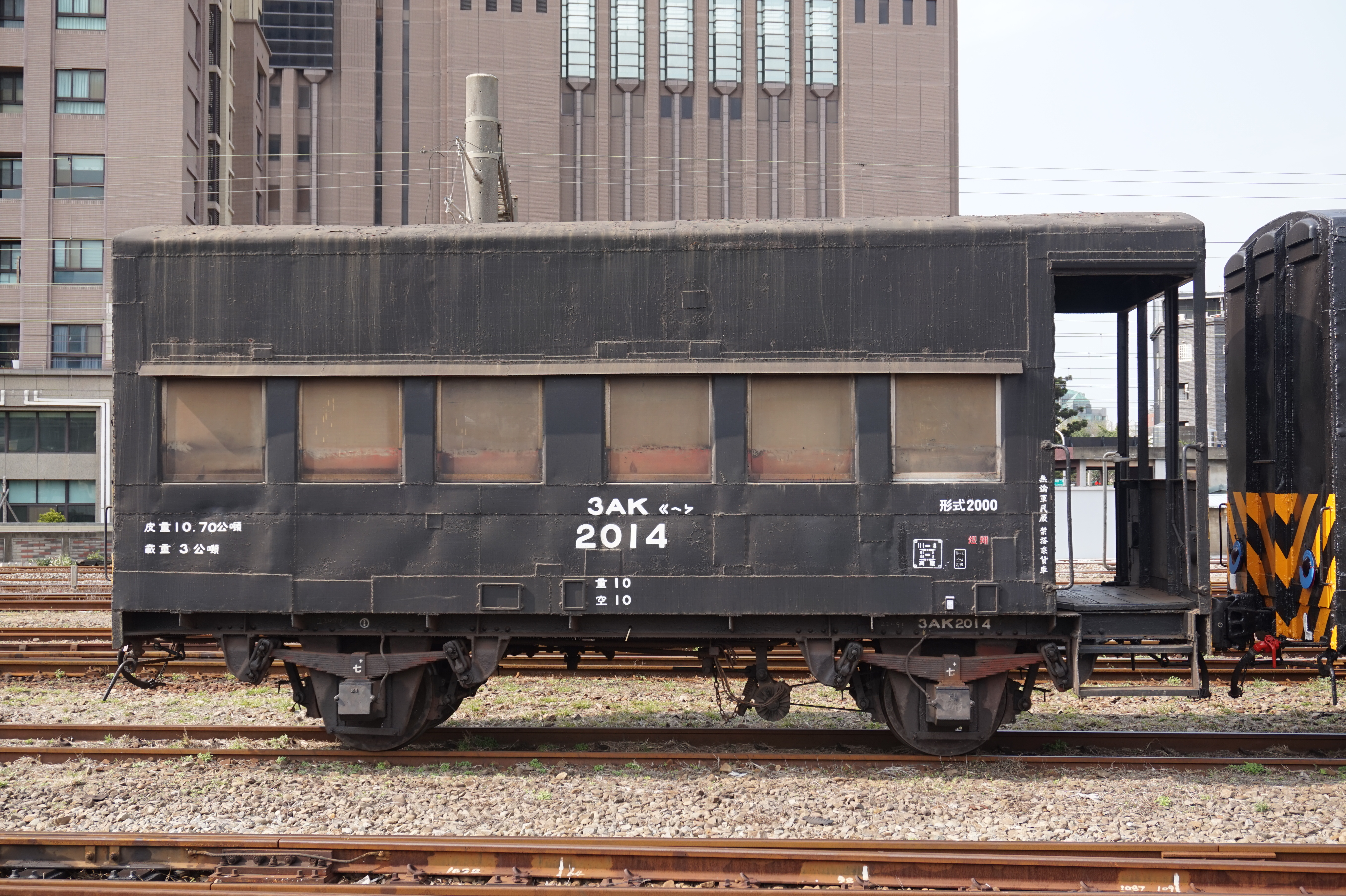
兩軸車
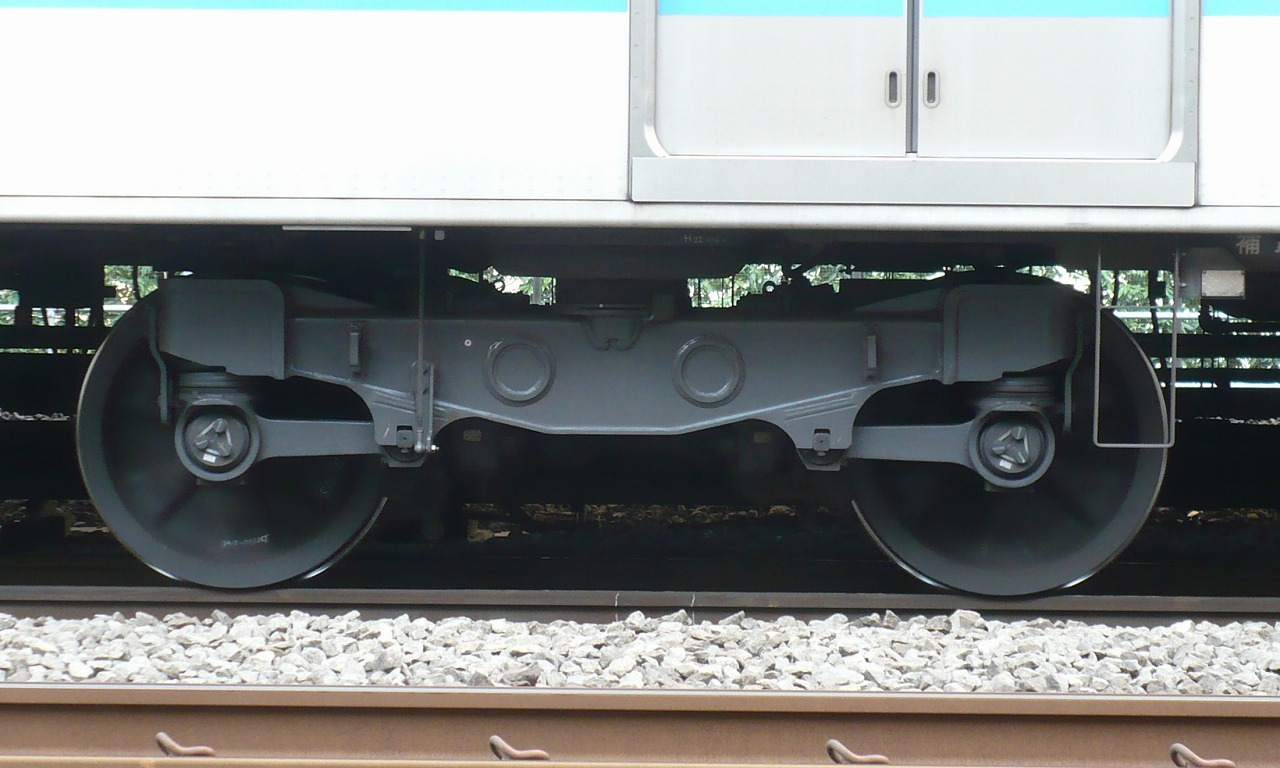
平台車
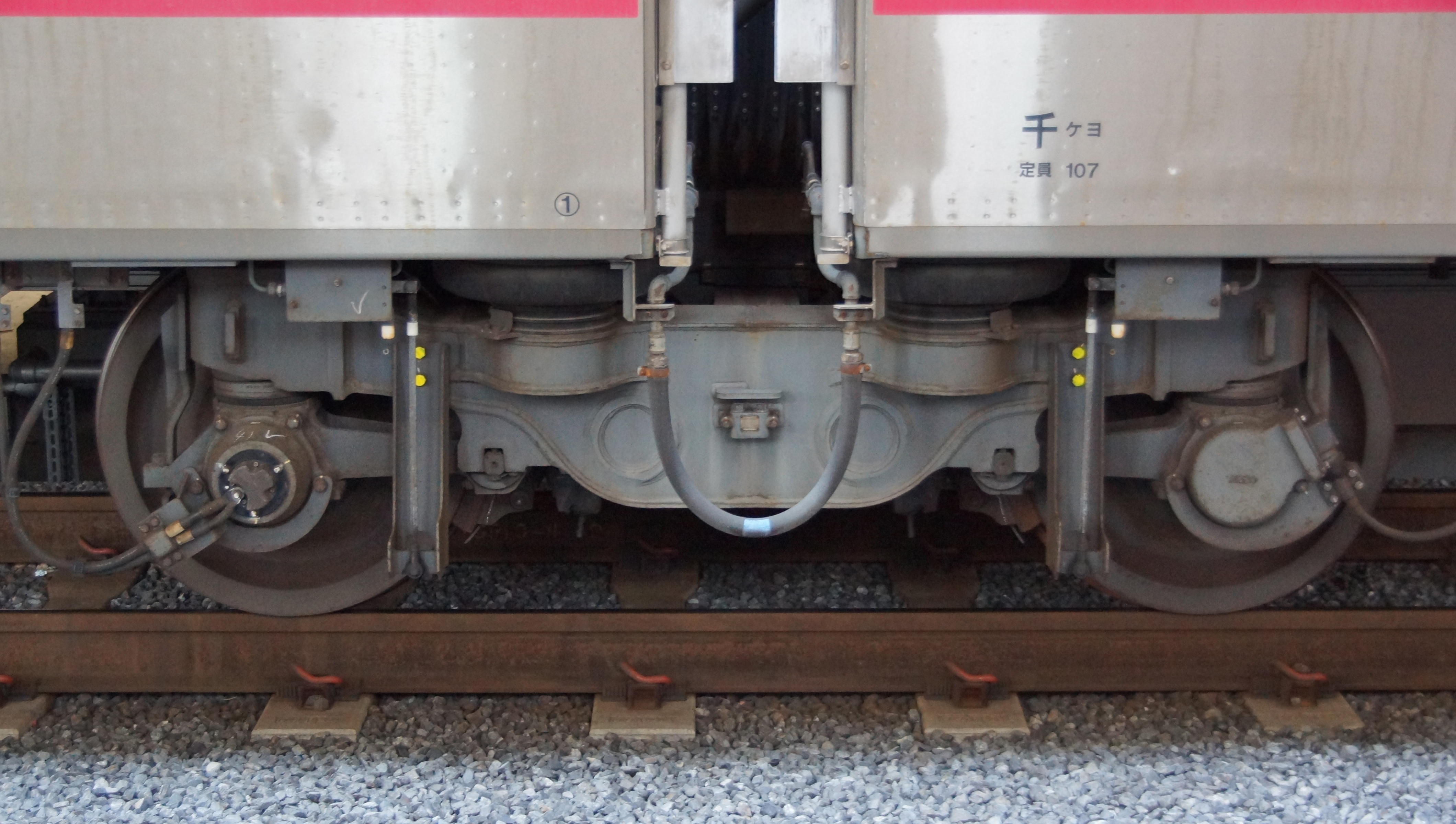
鉸接車

## 簡史
轉向架的雛形最早出現於1820年代的馬車軌道，在當時為了提升馬車的舒適度，因此開始裝設防震結構，為了能讓車輛能夠順利通過彎道，1821年由英國威廉·查普曼 （William Chapman）工程師研發出類似轉向架的結構。1832年美國鐵路運輸需求急速提升，於1834年美國工程師羅斯·溫南斯（Ross Winans）成功重新開發出可大負重，並且能夠高速行駛的轉向架 。

## 轉向架的類型

### 基本類型
兩軸車最早是由馬車改造而成的，將木製車輪改成可行駛於鐵道上的鋼製車輪，是所有轉向架中構造最簡單的，構造與馬車相同利用兩個板簧支撐車軸與車廂，在由車軸與車輪支撐車輛的所有重量，車輛的大小大多也與馬車相同，且一般皆為拖車車廂，僅有少數路面電車設有動力系統，也是所有轉向架中沒有轉向架框的結構。平台車是現今最主流的轉向架類型，並且能裝設更多的車軸，增加車輛的乘載重量，亦是所有轉向架中種類最多，舒適度高，且能載重最大的類型。連接車又稱關節式轉向架、雅各式轉向架或連接台車，其支撐方式為將相鄰的車廂用同一個轉向架連接起來，在二十世紀初期的時候曾被大量採用，但因車廂要分開或加掛時，都必須進入鐵路機廠作業等因素，因此漸漸又減少使用，而連接車構造除二次懸吊的部分與平台車不同，其餘大致與平台車相同。

### 輪軸的數目
可分成單軸、雙軸、三軸等:21。大型的特種貨車大多採用更多個輪軸轉向架，或是多個轉向架相連的轉向架群。以雙軸最常使用，三軸大多用於大型動力機車或是貨車:72，三軸的結構複雜且不利於軌道運行的順暢性，因此很少使用於客車車廂:36。單軸大部分是雙軸車使用，僅少數平台車或連接車有採用。另外也有铁路机车采用罕见的四轴转向架，如DD35型柴油机车
- 單軸
- 雙軸
- 三軸
- 四軸

### 有枕樑或無枕樑
枕樑又稱「承梁」，現今大多車輛採用零件數少，較易維修的無枕樑式的轉向架:135。枕梁主要吸收列車的前後或左右的震動:136－137，以及列車過彎時的超高及離心力，列車在過彎時枕梁會因離心力發生位移，通過彎道後再次復原。而有枕樑轉向架又細分搖枕式與直接安裝式:147－148，其中搖枕式是所有轉向架中零件最多、構造最複雜以及各種耗材最多的型式，詳細構造如下圖。直接安裝式是由搖枕式改良而來，是近年少數車輛出廠時仍是採用有枕樑轉向架的車輛會採用的型式:147－148。有枕樑轉向架現今已漸漸被無枕樑轉向架取代，其因為無枕樑轉向構造簡單可輕量化、空氣彈簧容許旋轉的範圍比枕梁多元:59、乘坐舒適度高等優點，因此現今大多車輛採用無枕樑式的轉向架:147－148:82－83。此種類型僅有平台車才有區分，兩軸車與連接車無此構造。
- 有枕樑轉向架（直接安裝式）
- 直接安裝式轉向架作動圖
- 搖枕式轉向架實體圖
- 搖枕式轉向架作動圖
- 搖枕式轉向架構造圖
- 無枕樑轉向架

### 有動力或無動力
主要差在轉向架使否裝有動力設備，裝有動力設備為有動力轉向架，若無安裝則為無動力轉向架:21。
有動力轉向架備有減速齒輪、動力裝置的轉向架，電力列車裝有主電動機的電動轉向架:1000。舊型電力機車因配置有輔助輪與動力輪，因此有動力的稱為「主轉向架」:1000。無動力轉向架一般用於客車、貨車以及動車組的拖車:1000:1002。一般皆設有制軔設備（煞車系統）。一般動車組或是動力機車透過拖動比調配也會使用到無動力轉向架。但是，通常在蒸汽機車和舊型電力機車的前後，為了增加通過曲線時能夠平穩運行，此種轉向架稱為「引導輪」或「從動輪」:1000。在一些蒸汽機車中，它被稱為助推器，少數情況是將小型蒸汽機的驅動裝置安裝在後輪上，僅用於啟動時的加速輔助，但這不包括在驅動輪。
- 有動力轉向架
- 無動力轉向架

### 有無列車傾斜功能
有傾斜功能的傾斜式列車，通過一般彎道時會以較快速度行駛:46－47，可以節省行駛時間以及乘車舒適度:38。一般轉向架則無法提高過彎時的行駛速度，詳細原理請參見傾斜式列車。
依照傾斜原理可分：自然傾斜式、強制傾斜式以及自然控制傾斜式:46－47。
- 一般轉向架
- 傾斜式列車專用轉向架
- 傾斜式列車專用轉向架（鉸接車專用）

## 轉向架的構造

### 車軸
車軸一般使用高韌度的鋼鍛造而成，主要連接與固定兩側車輪，並將所有重量傳遞給車輪，車軸的尺寸越粗可乘載的重量越大，尺寸越細列車種重量越輕，可提升列車行駛速度。一個車軸固定裝有一對車輪，並透過軸箱、懸吊系統等結構與車廂連接。

### 軸箱支撐架
軸箱（英語：:30）主要用來支撐車體與車軸重量:33，並將輪軸保持在轉向架框內的適當位置:79，軸箱箱支撐方法五花八門，詳細如下：
- 軸箱導架式：零件最多，構造最複雜型式，容易發生車軸蛇行，造成列車激烈震動，此種支撐方式在橡膠彈簧問世之前最廣泛用於各種車輛[2]:30。
- 圓錐多層橡膠式：利用圓錐橡膠彈簧吸收上下震動[2]:30。
- 阿爾斯通式：又稱雙連桿式，透過兩側的樑作為連結，透過軸簧緩衝，此種類型由阿爾斯通發明[8]:78。
- 多層橡膠式：又稱雪弗龍式，利用多層橡膠承受上下的剪斷力[8]:78。
- 單連桿式：由阿爾斯通式改良型，以一根連趕支撐軸箱與轉向架[8]:78。
- 支撐板式：由兩片版彈簧黃固定軸箱與轉向架。此種方法可減少轉向架長度[8]:78。
- 軸板彈簧式：又稱明登式，軸箱兩側裝有臥式鋼板彈簧，並與轉向架架相連支撐。板簧的翹曲抑制垂直運動。此種類型是由德國發明[12]:146－147。
- 軸樑式：零件最少，構造最簡單，廣泛用於現代各種車輛[8]:78[12]:146－147。利用橡膠襯套進行緩衝作用，由於軸圍繞軸樑的支點旋轉，因此車軸與轉向加框的距離會隨著軸的上下震動而變化[5]。
- 圓筒軸橡膠式：又稱Tandem 式，由日本車輛研發，在各方向的剛性有很高的自由度，主要用於高速行駛的車輛[25]:23－24。

- 軸箱導架式
- 圓錐多層橡膠式
- 阿爾斯通式
- 多層橡膠式
- 單連桿式

- 支撐板式
- 軸板彈簧式
- 軸樑式
- 圓筒軸橡膠式

### 懸吊系統
又稱為避震系統，主要用於吸收列車的震動與衝擊。
- 主懸吊系統：又稱一次懸吊[10]:150[11]、軸簧[21][8]:79或一次簧[26]:45，主要連結軸箱與轉向架框，負責吸收大部分行進間的震動、碰撞以及噪音[8]:79[26]:45。一般使用金屬卷簧，但也有使用橡膠簧、合成橡膠金屬簧、板簧等[8]:79[2]:41。
- 次懸吊系統：又稱二次懸吊[10]:150[11]、枕簧[21]或二次簧[8]:83，主要連接車體與轉向架框，用於減少轉向架與車體間的碰撞[2]:43，承受車體垂直負荷、橫向負荷及旋轉運動[26]:47。可大幅提升乘車舒適度。過去使用卷簧與阻尼器組合為主[8]:83，現今改採用舒適度高的空氣彈簧[3]:61[27]。

### 轉向架框
轉向架框為車軸、車體、動力系統、制軔系統、懸吊系統等設備安裝之框架，早期使用型鋼與鉚釘鉚接製作，後來改以鑄鋼製造，近年則採用鋼板衝壓成型焊接製造:81:97，除兩軸車無此結構，其餘支撐種類皆有此結構。
- 轉向架框

轉向架框依照形狀可分成以下類別：
- 菱形式轉向架：轉向架架側面形狀為菱形之車架，軸箱由扁鋼組裝而成，其上設有枕簧座，並附有搖枕和輪組。 之所以有這個名字，是因為轉向架框架的形狀是菱形[23]:1002。
- 弓形條板菱形轉向架：1920年代的貨車和部分客車採用。車架的主要構件為拱形，固定式軸箱[23]:1002。
- 貝騰多夫式轉向架：（英語：Bettendorf truck），由美國發明，用於固定軸式貨車，提高拱桿的強度和剛度。 有些是由早期成型鋼材組裝而成的，為了提高了批量生產效率，有些是整體鑄造的。是貝騰多夫公司的公開專利，種類繁多[29]。
- 安德魯式轉向架：用於貨車。車架的形狀與鑄鋼製成的貝騰多夫式相似，但軸箱是分離的，軸箱夾在上下底架之間[20]。
- 火神式轉向架：用於貨車。安德魯式簡化版本，軸箱設有1顆固定螺栓[29]。
- 內框式轉向架：又稱側梁式或側架式，軸承位於車輪的內側，一般用於膠輪有軌電車或路面電車[30][31]。
- 板架框式轉向架：框架由薄鋼板組裝而成。 自19世紀開始廣泛用於歐洲鐵路，甚至在二戰後歐洲製造商仍在製造，主要用於貨車。
- 連桿式轉向架：由日本近畿車輛研發[32]，適合行駛於多小曲線彎道的路線，並且可減少行駛中的噪音[33]。

- 菱形式轉向架
- 弓形條板菱形轉向架
- 貝騰多夫式轉向架
- 內框式轉向架
- 內框式轉向架（有軌膠輪電車）

### 軸承
軸承具有支撐車軸旋轉，並保持車軸在正確位置，減少旋轉阻力的功能:79。
- 鐵路車輛的軸承
- 鐵路車輛的軸承

### 驅動裝置
將列車動力源產生的旋轉力傳遞給車輪的裝置稱為驅動裝置。
電力車
- 主電動機類型：主要用電聯車、電力機車或柴電機車[35]:11，牽引馬達種類如下。

- 直流馬達
  - 串激式馬達：轉速、扭力控制容易:11。
  - 分激式馬達：無論負載為何均可維持定速:11。
  - 複激式馬達：再生電韌、定速控制較為方便:11。

- 交流馬達
  - 整流子馬達：與直流串激式馬達相當，整流困難:11。
  - 同步馬達：適用高電壓、大容量:11。
  - 感應馬達：又稱異步電動機。省力化、可靠度高、控制困難:11。一般常使用鼠籠式馬達。

- 主電動機動力驅動方式與懸掛方式：動力傳動裝置為將馬達的旋轉功率傳遞至輪軸裝置[8]:85－89。

- 吊掛式：又稱為抱軸配置、軸懸式驅動方式、電車式、鼻懸式、半懸掛式驅動方式:152－157，優點為輪軸組內大齒輪中心與馬達小齒輪中心之距離固定，安裝方便:21—24，缺點為馬達一半重量由輪軸支撐，直接承受軌道衝擊力，因此馬達故障率較高，軸承震動大:47。一般用於舊型電聯車、電力機車或柴電機車:21—24。
- 車體裝架式：又稱為萬向接頭式、體懸式驅動方式，利用傘型齒輪與萬向接頭傳輸動力:152－157，一般用於低地版電車或是部分柴聯車:186－188。
- 半吊掛式：又稱為中空式，介於吊掛式與簧上懸掛式之間的方式:21—24。
- 連桿式：由半吊掛式改良而來，使用橡皮吸收車輪與齒輪間的變化量:21—24。
- 直接驅動式：將馬達軸與車軸作為一體，由電動機直接推動車輪:152－157:186－188，雖然機械損失小，但是轉子衝擊力大，馬達維護成本高:21—24。
- 簧上懸掛式：又稱為架懸式:21—24:85－89，依照不同驅動方式有以下類型。
  - 布赫利驅動方式：由瑞士勃朗-包維利股份公司（BBC）研發。1950年代起，隨著輪對空心軸驅動方式和電機空心軸驅動方式的普及，布赫利驅動裝置亦逐漸被淘汰。
  - 電機空心軸驅動方式：又稱電樞空心軸驅動方式（德語：Ankerhohlwellenantrieb），電樞空心軸與扭轉軸之間的間隙允許扭轉軸傾斜，以適應牽引馬達與輪對及齒輪箱體之間各個方向的位移。
  - WN驅動方式：又稱撓性浮動齒式聯軸節驅動方式、鼓形齒聯軸器驅動方式，由美國西屋電氣公司與專門生產齒輪的納塔爾公司（R.D. Nuttall Company）於1925年合作開發，鼓形齒聯軸器的作用為補償車輛在行駛中路線不平順和通過曲線等原因，產生牽引馬達電樞軸與小齒輪軸之間的相對位移:186－188。
  - TD驅動方式：又稱雙撓性板驅動方式、撓性板聯軸器驅動方式，由日本東洋電機製造於1969年開發。牽引馬達輸出的扭矩通過電樞軸、撓性板聯軸器、小齒輪、大齒輪傳遞至輪對:152－157。
  - 輪對空心軸驅動方式：是使用歷史最悠久的簧上懸掛式動裝置，主要用於鐵路機車車輛:152－157。

柴油車、蒸汽機車
動力傳動裝置：就柴油車而言，發動機安裝在車體上，但將這種動力傳遞給輪對的部分稱為動力傳動裝置。
減速齒輪、減速機：列車通過安裝在車輛上的發動機與車軸之間的減速齒輪將動力減速，並將旋轉力傳遞給車輪。 柴油車在轉向架上裝有減速齒輪，減速齒輪進一步降低了從推進軸上的液體變速機傳遞來的動力，從而將旋轉力傳遞給車輪。
推進軸：從車身延伸到輪組的軸，用於傳遞懸掛在車身上的發動機的動力。 配備萬向節以吸收車身與輪對之間的位移:181。
逆轉機：一種改變車輛行駛方向的裝置，逆轉齒輪組在減速器中進行轉向。
- 吊掛式。
- 車體裝架式
- 布赫利驅動方式
- WN驅動方式
- TD驅動方式
- 輪對空心軸驅動方式

### 制軔設備
用於鐵道機車車輛的煞車系統系統，其主要作用是控制鐵道機車車輛的運轉速度 。一般有額外的主控制器，利用主控制器控制整列火車的制軔。

#### 制軔方式
- 粘著制軔
  - 踏面制軔：是鐵道機車車輛最常用的制軔方式之一，依靠壓縮空氣推動制軔氣缸中的活塞，將空氣的壓力變成機械推力，使閘瓦緊壓滾動的車輪踏面而產生制軔[6]:24。
  - 碟式制軔：又稱為碟式制軔或是碟煞，主要由煞車盤、制軔閘片和制軔鉗組成，煞車盤安裝在車軸上隨同車輪旋轉，制軔鉗像鉗一樣橫跨在煞車盤的兩側，制軔時用制軔鉗上的閘片壓緊煞車盤，使閘片與煞車盤摩擦而產生制軔作用[6]:24。
  - 液力制軔：液力制軔的原理是通過液體的阻力作用使車輛減速，列車的動能通過液力偶合器及工作介質轉換成熱能，再透過冷卻裝置消散到大氣。
  - 電阻制軔：利用牽引馬達作為發電機，將所發出來電透過電阻器轉換成熱能消耗掉[3]:67。
  - 再生制軔：利用牽引馬達作為發電機，將所發出來電透過集電弓返回變電站[8]:110，以供給同電區其他電車使用。再生電的電壓必須高過電車線電壓[35]:116。
  - 旋轉渦電流制軔：電磁感應進行制軔。渦電流剎車的主要優點是無機械磨損、制軔力在很大速度範圍內保持穩定，因此適用於重型汽車、高速列車、起重機械等場合[8]:111。
- 非粘著制軔
  - 磁軌制軔：將磁鐵安裝於轉向架前後兩輪對之間的側梁下部，非作用時磁鐵懸掛在距離軌面適當高度，當制軔時磁鐵通過壓縮空氣或液壓控制裝置放下至軌面，並接通磁鐵使其以一定的吸力吸附在鋼軌上，使磁鐵底部的磨耗板與鋼軌摩擦而產生制軔作用[8]:111。
  - 渦電流制軔：電磁感應進行制軔。渦電流剎車的主要優點是無機械磨損、制軔力在很大速度範圍內保持穩定，因此適用於重型汽車、高速列車、起重機械等場合[8]:111。
  - 風阻制軔：風阻制軔又稱為空氣動力制軔，這是一種特別為高速列車而設計的非粘著制軔方式，原理是在列車上設置可伸縮的制軔翼板，正常運轉時翼板收進車身內部，緊急緊軔時向車身外伸出翼板，利用空氣阻力以彌補粘著制軔力不足，以達到增大減速度和縮短制軔距離的目的。

- 踏面制軔
- 碟式制軔
- 旋轉渦電流剎車
- 磁軌制軔
- 渦電流剎車
- 風阻制軔

#### 軔機類型
- 空氣軔機：是以壓縮空氣作為煞車原動力，以改變壓縮空氣的壓強來操縱控制列車的煞車，由美國企業家、工程師喬治·威斯汀豪斯於1872年發明。
- 電氣軔機：電力車輛在動力運轉時，利用制軔時將主電動機作為電機，使用此阻力作為制軔[8]:109。
- 保安軔機：當總風缸播破裂，總風缸洩漏殆盡，軔機無法做動時，作為緊急緊軔用[8]:109。
- 其他韌機：引擎韌機：將引擎與車輪直接連接，將出力軸旋轉力傳至引擎，利用旋轉所產生的摩擦阻力作為制軔[35]:120。排氣韌機：將引擎汽缸排氣管阻塞，使廢氣無法排出，讓引擎活塞上方產生阻力，達到減速效果[35]:120。手韌機：藉由旋轉韌機把手，使閘瓦制動車輪，一般用於車輛停留使用[8]:114。踏韌機：利用人體重量施於煞車桿，使閘瓦制動車輪，一般用於車輛停留使用[8]:114。停留韌機：主要作為車輛停留使用之韌機[35]:114。

### 輔助排障器
為了保護車輪，避開石頭、木材等軌道上的障礙物，安裝於列車車頭轉向架框前端，一般皆會裝設輔助排障器:27。
- 輔助排障器

### 牽引裝置
牽引裝置為支撐車體，將轉向架與車體連接，使轉向架在過彎時可以平穩的通過，使車輛減少跳動:81，一般裝於轉向架框的主樑上。

## 外部連結
- 轉向架 Bogie （页面存档备份，存于）
- （日語） Hobidas 台車近影